# أرون كينغ
أرون كينغ (بالإنجليزية: Aaron King)‏ (26 يوليو 1984 بدنفر في الولايات المتحدة - ) هو لاعب كرة قدم أمريكي في مركز الهجوم. لعب مع كولورادو رابيدز وهكا ونادي شمال كارولاينا وTampa Bay Rowdies ‏ وتشارلستون بيتري ونادي كولورادو سبرينغس وPhoenix FC ‏ وWilmington Hammerheads FC ‏ وكولورادو رابيدز يو-23 ‏ وNorth Carolina FC U23 ‏ وFort Lauderdale Strikers (2006–2016) ‏.

## وصلات خارجية
- أرون كينغ على موقع قاعدة بيانات كرة القدم.إي يو (الإنجليزية)